# Сімелуе-Тімур
Сімелуе-Тімур (Східне Сімелуе) — район регентства Сімелуе на острові Сімелуе в індонезійській провінції Ачех. Згідно з переписом 2010 року, загальна кількість населення становила 28 931 осіб, які проживали в 4334 домогосподарствах у 2005 році. У 2020 році, після скорочення в 2012 році, воно охоплювало 175,97 км2 і мало населення 27 569 за переписом 2020 року.

## Адміністративний поділ
Станом на 2010 рік Сімелуе Тимур був адміністративно поділений на 29 сіл (деса / кулерахан) Однак у 2012 році дванадцять таких деса були відокремлені, щоб сформувати новий район Teupah Tengah (Центральний Teupah). Решта 17 деса є:
1. Ейр Дінгін
2. Ейр Пінанг
3. Амайтенг Мулія
4. Амерія Бахагія
5. Гантінг
6. Кота Бату
7. Куала Макмур
8. Лінгі
9. Лугу
10. Пулау Сіумат
11. Сефоян
12. Сінабанг
13. Суак Булух
14. Сука Джая
15. Сука Каря
16. Сука Маджу
17. Уджунг Тінгі